# Americana (видео албум)
Americana DVD е видео албум (издаден на VHS и DVD формати) от американската пънк рок група Офспринг. Той съдържа видеоклипове на групата, която изпълнява каскади заедно с екстремни спортни специалисти, а също и няколко музикални изпълнения на групата. Домашни видеоклипове на песните „Mota“ и „Burn It Up“ също са включени.

## Видео клипове
1. Welcome To The Dollhouse
2. Garage Days
3. Cool To Hate
4. The Meaning Of Life
5. Smash And Grab Part 1
6. All I Want
7. Mota
8. Smash And Grab Part 2
9. Gotta Get Away
10. Nitro (Youth Energy)
11. Take It Like A Man
12. Burn It Up
13. Bad Habit
14. Smash And Grab Part 3
15. Nothing From Something
16. Gone Away
17. Crossroads
18. Smash And Grab Part 4
19. Built For Speed
20. Self Esteem
21. The Final Battle